# Erie (Colorado)
Erie es un pueblo ubicado en el condado de Boulder en el estado estadounidense de Colorado. En el año 2000 tenía una población de 6291 habitantes y una densidad poblacional de 254,7 personas por km².

## Geografía
Erie se encuentra ubicada en las coordenadas 40°2′25″N 105°3′28″O / 40.04028, -105.05778.

## Demografía
Según la Oficina del Censo en 2000 los ingresos medios por hogar en la localidad eran de $77.114, y los ingresos medios por familia eran $79.892. Los hombres tenían unos ingresos medios de $52.112 frente a los $37.271 para las mujeres. La renta per cápita para la localidad era de $30.625. Alrededor del 2,1% de la población estaba por debajo del umbral de pobreza.